# Braunsia flavicalcar
Braunsia flavicalcar är en stekelart som först beskrevs av Günther Enderlein 1920.  Braunsia flavicalcar ingår i släktet Braunsia och familjen bracksteklar. Inga underarter finns listade.